# Sarit Chadad
Sarit Chadad (hebrejsky שרית חדד‎; * 20. září 1978 Afula) je izraelská zpěvačka. V roce 2002 reprezentovala Izrael na Eurovision Song Contest.

## Biografie
Narodila se do ortodoxní židovské rodiny jako nejmladší z osmi dětí – měla čtyři bratry a tři sestry. Již v raném dětství prokazovala hudební talent. V osmi letech začala vystupovat hraním na klavír bez vědomí rodičů v klubech v rodném městě a okolí. Kromě hraní na klavír se také naučila hrát na varhany, kytaru, akordeon a na darbuku. V patnácti letech se připojila k místní kapele Hadera Youth Band. O rok později si všiml jejího hudebního talentu hudební producent Avi Gueta, který je od té doby jejím manažerem.
Izraelská televize ji zvolila jako zástupkyni Izraele na soutěž Eurovision Song Contest 2002. S písní „Light a Candle“ se umístila na 12. místě.
Americká zpěvačka Madonna v roce 2007 uvedla, že je fanynkou Sarit Hadad a ráda poslouchá její písně při večeři v košer restauraci blízko jejího domova.
Sarit zásadně nevystupuje na Šabat nebo na jiné židovské svátky. Zpívá anglicky, arabsky, gruzínsky, turecky, řecky a hebrejsky. Byla prvním izraelským interpretem, který vystoupil v Jordánsku. V roce 2020 si zazpívala duet s vítězkou Eurovize 2018 Nettou Barzilai.

## Diskografie

### Alba
1. Spark of life – ניצוץ החיים – 1995
2. Live in France – הופעה חיה בצרפת – 1996
3. The Road I Chose – הדרך שבחרתי – 1997
4. Was singing in Arabic – שרה בערבית – 1997
5. Law of Life – חוק החיים – 1998
6. Like Cinderella – כמו סינדרלה – 1999
7. Live at Heichal Hatarbut – ההופעה בהיכל התרבות – 1999
8. Doing What I Want – לעשות מה שבא לי – 2000
9. Sweet Illusions – אשליות מתוקות – 2001
10. Girl of Love – ילדה של אהבה – 2002
11. Only Love Will Bring Love – רק אהבה תביא אהבה – 2003
12. Celebration – חגיגה – 2004
13. Miss Music – 2005 – מיס מיוזיק
14. Princess of Happiness (for children) – 2006 – נסיכה של שמחה
15. The One Who Watches Over Me – 2007 – זה ששומר עליי
16. The Beat Collection – 2008 – האוסף הקצבי
17. The Smooth Collection – 2008 – האוסף השקט
18. The Race of Life – 2009 – מרוץ החיים
19. The Race of Life, Live at Caesarea 2009 – 2010 – שרית חדד בקיסריה, מרוץ החיים 2009
20. 20 – 2011
21. Days of joy – Part One – 2013 – 'ימים של שמחה – חלק א
22. Sarit Hadad – 2015 – שרית חדד
23. Sara Sings – 2017 – שרה שרה

### Greatest hits
- The compilation – 2008 – האוסף
- The Best – 2012 – המיטב

### DVD
- DVD – The Show (Like Cinderella)
- DVD – In the Temple (Doing What I Want)
- DVD – In Caesarea (Sweet Illusions)
- DVD – Child of Love (in Caesarea)
- DVD – Only Love Will Bring Love (in Caesarea)
- DVD – Celebration (in Caesarea)
- DVD – All the Happy People (in Caesarea)
- DVD – Princess of Joy (For Kids)
- DVD – The Race of Life, Live at Caesarea 2009 (in Caesarea)
- DVD – Once in a Lifetime (in Bloomfield Stadium)